# 순현재가치
순현재가치(Net Present Value, 줄여서 순현가 또는 NPV)는 어떤 사업의 가치(타당성)를 나타내는 척도 중 하나로서, 최초 투자 시기부터 사업이 끝나는 시기까지의 연도별 순편익의 흐름을 각각 현재가치로 환산하여 합하여 구할 수 있다. 순현재가치법(줄여서 순현가법 또는 NPV법)은 NPV를 계산하여 투자 가치를 판단하는 방법이다.  NPV가 0보다 크면 투자 가치가 있는 것으로, 0보다 작으면 투자 가치가 없는 것으로 평가한다.

## 공식
아래 공식에서 따라, 각 현금 흐름을 현재가치로 할인하여 합하면 순현재가치를 구할 수 있다.
{\displaystyle {\mbox{NPV}}=\sum _{t=1}^{N}{\frac {C_{t}}{(1+r)^{t}}}-C_{0}}   또는 단순하게   {\displaystyle {\mbox{NPV}}=\sum _{t=0}^{N}{\frac {C_{t}}{(1+r)^{t}}}}
{\displaystyle t} : 현금 흐름의 기간
{\displaystyle N} : 사업의 전체 기간
{\displaystyle r} : 할인율
{\displaystyle C_{t}} : 시간 t에서의 순현금흐름 (초기 투자를 강조하기 위해 왼쪽 공식과 같이 {\displaystyle C_{0}}를 명시하기도 한다.)
{\displaystyle C_{0}} : 투하자본(투자액)

## 같이 보기
- 현재가치
- 내부수익률 (IRR)
- 회계적이익률 (ARR)